# Cova de los Casares

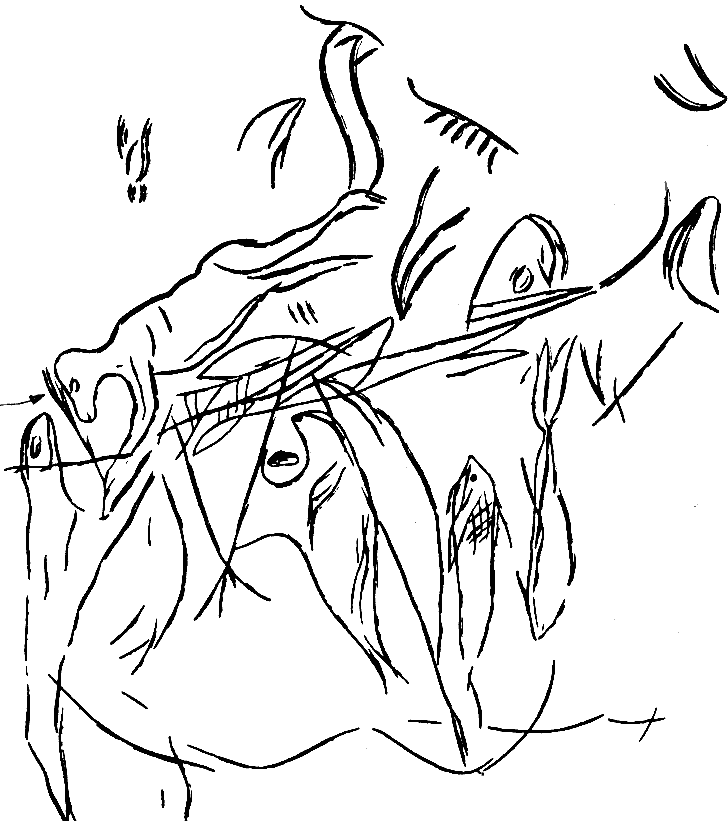
Capbussada ritual, probablement, d'un ritual xamànic (la representació de l'entrada en tràngol o al món dels esperits) o d'un ritu d'iniciació

La cova de los Casares és una cova que conté gravats i pintures prehistòriques i restes arqueològiques, paleontològiques i paleoantropològiques, que es troba al Parc Natural de l'Alt Tajo, més concretament al terme municipal de Riba de Saelices, als marges del  riu Linares, a 1.162 metres d'altitud, a la província de Guadalajara, Espanya.

## Història
Existeixen referències de la cova, des d'almenys, la primera meitat del segle xix, però fins al 1933 no es fa referència als gravats. Conté un gran nombre de gravats rupestres del Paleolític mitjà, al voltant de 200 i també unes poques pintures molt deteriorades. També es troben gravats d'animals escassament representats en altres llocs, com pot ser el d'un golafre. Aquesta cova és famosa per albergar unes sèries de gravats, dels quals es pensa que poden ser la primera representació de la reproducció humana. I en destaquen actes i estats com ara la còpula (una de les tres representacions que es coneix en l'art paleolític), l'embaràs, el part i la vida familiar.
Els gravats van ser descoberts pels germans Rufo i Claudio Ramírez, i era Rufo mestre de l'escola de Riba de Saelices. Aviat van veure que l'abast del seu descobriment era de tal importància que havia de ser estudiat per persones més especialitzades en la matèria, i n'informaren a Francisco Layna Serrano, metge i historiador de la província de Guadalajara, que va parlar en les seves cròniques d'«estranyes serps enroscades que es formaven a terra».
Uns anys després, el 1932, l'arqueòleg Joan Cabré, acompanyat per la seva filla Maria Encarnació Cabré (autora de molts dels calcs dels gravats), van iniciar els treballs de camp i fotogràfics dels gravats, i aconseguiren que la cova es convertís en Monument Nacional el 1934. Aquest reconeixement va tenir un gran ressò a nivell nacional i internacional, i se'n publicaren articles en diaris anglesos i alemanys de l'època.
En la mateixa època, reconeguts arqueòlegs europeus com Henri Breuil o Hugo Obermaier van ser convidats a portar-hi a terme investigacions, i exposà cadascú els seus diferents punts de vista sobre l'antiguitat en importància dels gravats.
L'esclat de la Guerra Civil espanyola va paralitzar tots els estudis de Joan Cabré.
Durant la guerra, i a causa de la poca importància que els veïns van donar a la cova i als gravats, molts d'aquests van ser deteriorats; hi realitzaren pintades i tallaren signatures a sobre. De tota manera, no va ser aquesta la primera vegada que els gravats van patir deteriorament, ja que damunt l'entrada de la cova hi ha una torre de vigilància àrab, i foren aquests soldats els primers a visitar-la i a deixar-hi marques del seu pas.
En finalitzar la guerra, Juan Cabré es va trobar amb la desagradable sorpresa d'aquesta nova acció vandàlica, i pagà ell mateix un enreixat per evitar futurs deterioraments.

## Art rupestre i jaciment arqueològic
Els estudis de Joan Cabré van situar els gravats en els períodes aurinyacià i solutrià, i es remunten a dates que van des del 30000 fins al 25000 aC, encara que alguns autors la modernitzen al 25000 aC, i això feu el descobriment encara més important, en no haver-se trobat abans aquest tipus de gravats a l'interior de la península.
Fins i tot avui en dia, passa per ser una de les coves més importants trobades a la península, i s'hi han trobat restes anteriors als de la cova d'Altamira, com ara un metacarpià de neandertal i restes arqueològiques del Mosterià, associables al mateix homo del Paleolític mitjà.